# Koyuk
Koyuk is een plaats (city) in de Amerikaanse staat Alaska, en valt bestuurlijk gezien onder Nome Census Area.

## Demografie
Bij de volkstelling in 2000 werd het aantal inwoners vastgesteld op 297.
In 2006 is het aantal inwoners door het United States Census Bureau geschat op eveneens 297.

## Geografie
Volgens het United States Census Bureau beslaat de plaats een oppervlakte van
12,3 km², geheel bestaande uit land.

## Plaatsen in de nabije omgeving
De onderstaande figuur toont nabijgelegen plaatsen in een straal van 104 km rond Koyuk.